# Empleurum
Empleurum es un género con tres especies de plantas  perteneciente a la familia Rutaceae.

## Especies
- Empleurum fragrans
- Empleurum unicapsulare
- Empleurum unicapsularis